# Turalei
Turalei est une ville du Soudan du Sud, dans l'État du Warab à une vingtaine de kilomètres de la frontière avec le Soudan et de la région d'Abiyé que les pays se dispute.